# Ramos Mejía

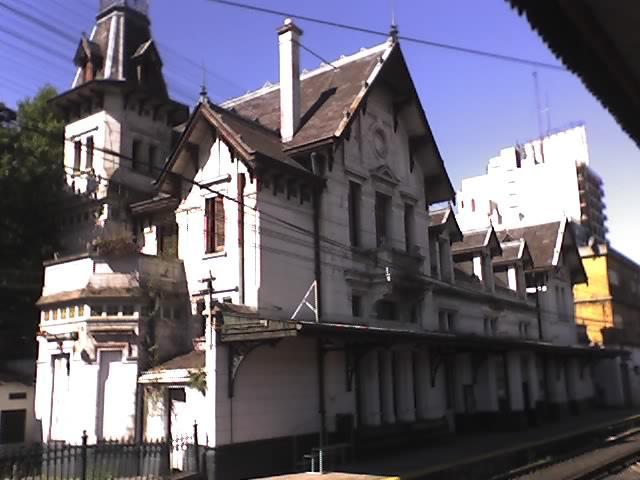
Estació d'Ramos Mejía.

Ramos Mejía és una ciutat de la província de Buenos Aires, Argentina. Es troba en el partido (≈ comarca?) de La Matanza i també és part del primer cordó urbà del Gran Buenos Aires.
D'acord amb les dades del cens INDEC de 2001, Ramos Mejía tenia 97.076 habitants i una àrea de 11,9 km².
Aquesta ciutat és una de les zones comercials més grans a l'oest del Gran Buenos Aires.